# Констанс Ву
Констанс Ву (енгл. Constance Wu; Ричмонд, 22. март 1982) америчка је глумица.

## Детињство и младост
Рођена је 22. марта 1982. године у Ричмонду, у Вирџинији. Родитељи су јој емигрирали из Републике Кине. Њен отац Фанг-Шенг Ву је професор биологије и генетике на Универзитету Комонвелта Вирџиније, док јој је мајка рачунарски програмер. Изјавила је да су јој баба и деда по оцу били веома сиромашни, те да су радили кна фарми бамбуса и нису имали прилику да се образују, тако да нису умели да читају и пишу. Има две старије и једну млађу сестру.

## Приватни живот
Живи у Лос Анђелесу. У децембру 2011. упознала је глумца Бена Хеткоута, са којим је била у вези до фебруара 2018. године. У новембру 2018. проговорила је о онлајн узнемиравању и критикама које је добила због везе са Хеткоутом, јер је белац. У августу 2020. родила је своје прво дете, девојчицу, свом дечку дечком Рајану Катнеру, фронтмену групе Man Man.

## Филмографија

### Филм
| Улоге  |                             |               |                |                |
| Година | Српски назив                | Изворни назив | Улога          | Напомена       |
| 2017.  | Лего Нинџаго филм           |               | градоначелница | гласовна улога |
| 2018.  | Сулудо богати Азијци        |               | Рејчел Чу      |                |
| 2019.  | Преваранткиње са Вол Стрита |               | Дестини        |                |
| 2021.  | Змај из чајника             |               | мама           | гласовна улога |
| 2022.  | Лил, Лил, крокодил          |               | госпођа Прим   |                |

### Телевизија
| Улоге  |                                          |               |             |                |
| Година | Српски назив                             | Изворни назив | Улога       | Напомена       |
| 2006.  | Ред и закон: Одељење за специјалне жртве |               | Кенди       | 1 епизода      |
| 2023.  | Велма                                    |               | Дафни Блејк | гласовна улога |